# Максвел, Уильям, 5-й граф Нитсдейл
Уильям Максвелл, 5-й граф Нитсдейл (англ. William Maxwell, 5th Earl of Nithsdale; 1676 — 2 марта 1744) — шотландский католический дворянин и пэр, принимавший участие в Восстании якобитов 1715 года. После подавления восстания он был арестован, лишен всех титулов и приговорен к смертной казни. Однако лорд Нитсдейл совершил знаменитый побег из лондонского Тауэра, переодевшись с горничной своей жены за день до казни. Позднее титул лорда Харриеса из Терреглса был возвращен его потомками.

## Ранняя жизнь
Старший сын Роберта Максвелла, 4-го графа Нитсдейла (1628—1696), и леди Люси Дуглас (? — 1713), дочери Уильяма Дугласа, 11-го графа Ангуса и 1-го маркиза Дугласа. Вероятно, он родился в замке Терреглс, недалеко от Дамфриса. Ранняя смерть его отца привела к тому, что его воспитывала мать, вдовствующая графиня, которая воспитала его верным и традиционно набожным католиком и сторонником дела Стюартов.

## Сторонник Якобитов
Достигнув в 1697 году возраста 21 года и став графом Нитсдейлом, Уильям Максвелл тайно посетил якобитский двор в Сен-Жермене, чтобы выразить свою преданность изгнанным королям Якову II (VII), где он встретил свою будущую жену леди Уинифред Герберт (1680—1749), дочь Уильяма Герберта, 1-го маркиза Поуиса (1626—1696). После свадьбы в Сен-Жермене в 1699 году они поселились в его семейной резиденции в Террегле. Как видный католик в преимущественно ковенантских низменностях, он неоднократно становился объектом пресвитерианских нападений на его поместье по подозрению в укрытии иезуитов.
Несмотря на свою осмотрительность, его долгое время подозревали в симпатиях к якобитам. В 1712 году он передал свое имение своему сыну Уильяму (умер в 1776 году), оставив за собой пожизненную ренту. Во время Якобитского восстания 1715 года, после некоторых колебаний, он провозгласил Якова III (VIII) в Дамфрисе и Джедбурге, прежде чем присоединиться к основным силам якобитов в Хексеме под командованием генерала Томаса Форстера. Лорд Нитсдейл был схвачен в Престоне вместе с другими лидерами якобитов, отправлен в Лондон, предан суду и признан виновным в государственной измене и приговорен к смертной казни 9 февраля 1716 года.

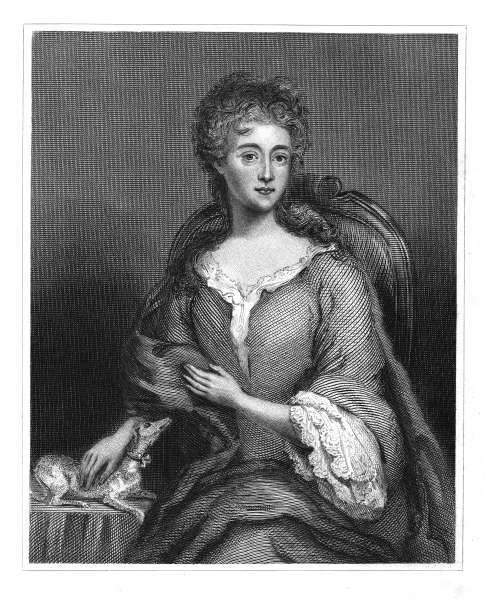
Леди Уинифред Герберт (1680—1749), супруга Уильяма Максвелла, 5-го графа Нитсдейла

Его супруга Уинифред, которая была в их доме в Террегле (недалеко от Дамфриса), когда узнала о поимке своего мужа, отправилась в Лондон и тщетно просила о помиловании. Вместо этого она разработала тщательно продуманный план по его спасению из лондонского Тауэра. В ночь перед днем, назначенным для его казни (24 февраля 1716 года), с помощью двух других якобиток она осуществила его побег из Тауэра. Её впустили в его комнату, и, обменявшись одеждой с горничной жены, он ускользнул от внимания охраны. Он бежал во Францию, а графиня вернулась в Шотландию, чтобы обеспечить передачу поместья их сыну. Она присоединилась к нему в Париже, и они отправились в Рим, где жили при правительстве в изгнании принца Джеймса Фрэнсиса Эдварда Стюарта, наследника претензий Дома Стюартов на британский, шотландский и ирландский престолы, до своей смерти.
У графа и графини Нитсдейл было двое детей:
- Уильям Максвелл, лорд Максвелл (? — 2 августа 1776), был женат первым браком на леди Кэтрин Стюарт, а вторым браком — на Энн Фокс. Не оставил после себя мужских потомков.
- Леди Энн Максвелл (? — 3 мая 1735), муж с 1731 года Джон Беллью, 4-й барон Беллью из Дулика (1702—1770).

## В литературе
История побега графа Нитсдейла из лондонского Тауэра вдохновила Джеймса Хогга на создание «Баллады о лорде Максвелле», впервые опубликованной в журнале Royal Lady’s Magazine в октябре 1831 года.